# Воля-Воровська
Воля-Воровська (пол. Wola Worowska) — село в Польщі, у гміні Груєць Груєцького повіту Мазовецького воєводства.
Населення — 334 особи (2011).
У 1975-1998 роках село належало до Радомського воєводства.

## Демографія
Демографічна структура станом на 31 березня 2011 року:
|          | Загалом | Допрацездатний вік | Працездатний вік | Постпрацездатний вік |
| -------- | ------- | ------------------ | ---------------- | -------------------- |
| Чоловіки | 150     | 35                 | 100              | 15                   |
| Жінки    | 184     | 31                 | 123              | 30                   |
| Разом    | 334     | 66                 | 223              | 45                   |